# Zheng Jie
Zheng Jie (n. 5 iulie 1983, Chengdu, Republica Populară Chineză) este o fostă jucătoare profesionistă de tenis din Chengdu (Republica Populară Chineză).